# Hérmedes de Cerrato
Hérmedes de Cerrato – gmina w Hiszpanii, w prowincji Palencia, w Kastylii i León, o powierzchni 32,33 km². W 2011 roku gmina liczyła 98 mieszkańców.